# Tutume (cidade)
Tutume é uma cidade localizada no Distrito Central em Botswana. Possuía, em 2011, uma população estimada de 17 528 habitantes. É a sede do subdistrito homônimo.
A cidade mais próxima é Francistown, que fica a cerca de 100km.
Existem sete escolas primárias: Magapatona, Timbi, Thini, Selolwane, Maphorisa e Tutume Central, duas escolas secundárias: Denjebuya and Pandagala, e existe uma universidade: Universidade de Tutume McConnell.
A vila tem uma estação da polícia, um departamento de imigração.